# Ernst Hinterberger
Ernst Leopold Hinterberger (* 17. Oktober 1931 in Wien; † 14. Mai 2012 ebenda) war ein österreichischer Schriftsteller und Drehbuchautor.

## Leben

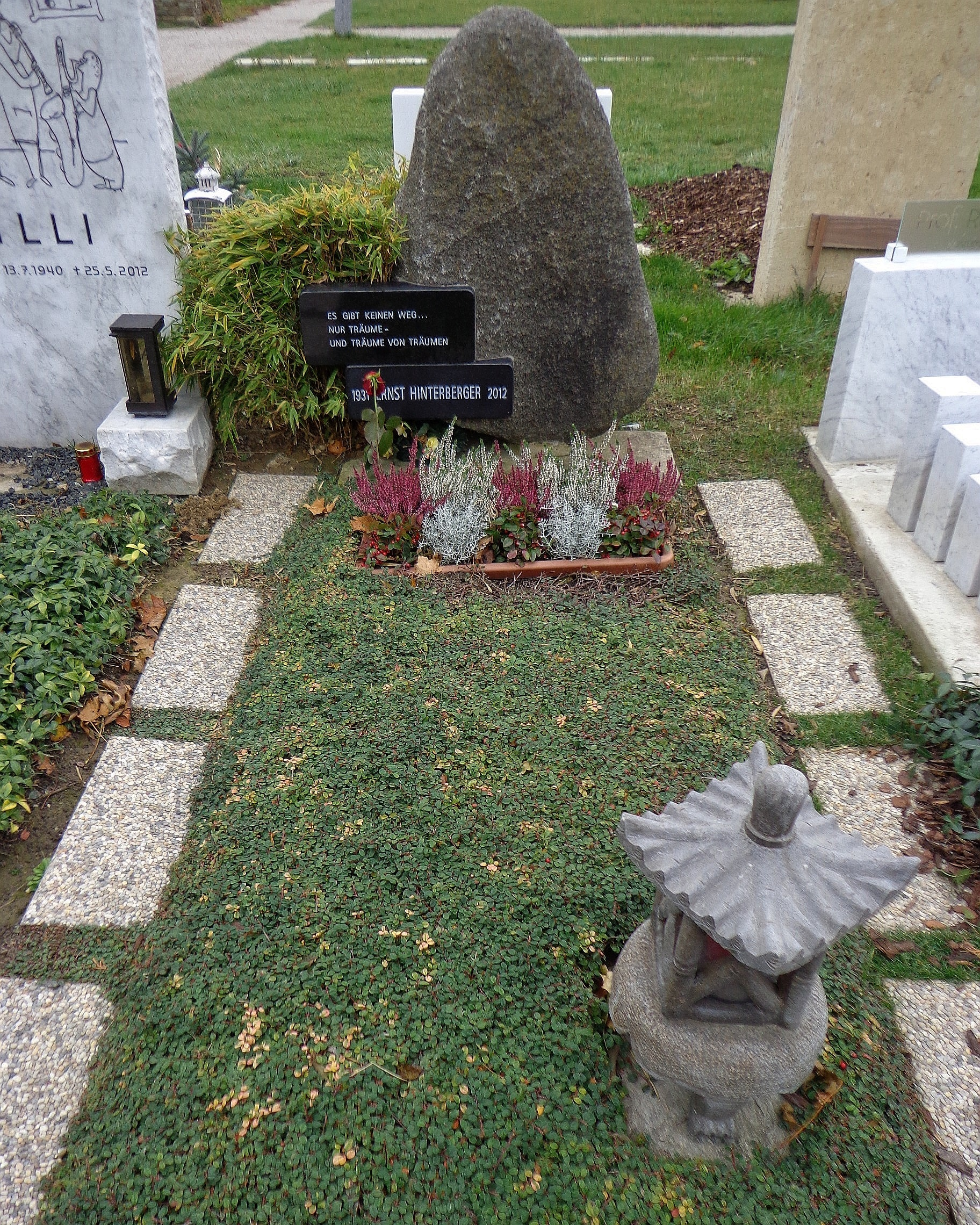
Wiener Zentralfriedhof – ehrenhalber gewidmetes Grab von Ernst Hinterberger

Ernst Hinterberger, der sieben Jahre alt war, als sein Vater starb, war gelernter Elektriker.  1950 begann er in der Polizeischule Wien eine Ausbildung zum Sicherheitswachebeamten, die er 1952 jedoch aufgrund einer überraschend eingetretenen Sehschwäche vorzeitig abbrechen musste. Danach arbeitete er zuerst als Hilfsarbeiter. 1958 heiratete er und besuchte die Büchereischule der Gemeinde Wien, anschließend arbeitete er zehn Jahre lang als Büchereileiter in Volksbildungshäusern. Nach Schließung dieser Büchereien im Jahr 1968 war er bis zu seiner Pensionierung 1991 als Expedient in einer Fabrik tätig.
Zur Literatur fand Ernst Hinterberger in den 1950er Jahren über den bayerischen Autor Oskar Maria Graf.
Hinterberger lebte seit ca. 1954 in einer 44-Quadratmeter-Gemeindewohnung am Wiener Margaretengürtel (5. Bezirk). Dieser Bau wurde am 24. September 2013 auch nach ihm benannt und heißt seither „Ernst-Hinterberger-Hof“. Seine erste Ehefrau, Margarete („Gerti“), starb im Jahr 2001 neun Monate vor der Veröffentlichung seines Buches Ein Abschied. Lebenserinnerungen. (2002). In zweiter Ehe war Hinterberger mit Karla verheiratet, mit der er seit 2004 zusammenlebte.
Der praktizierende Buddhist Ernst Hinterberger verstarb am 14. Mai 2012 im Krankenhaus Hietzing. Am 12. Juni 2012 wurde seine Urne in einem ehrenhalber gewidmeten Grab im Ehrenhain (Gruppe 40, Nr. 184) des Wiener Zentralfriedhofs beigesetzt. Im Jahr 2014 wurde in Wien-Donaustadt (22. Bezirk) die Ernst-Hinterberger-Gasse nach ihm benannt.

## Werke

### „Ein echter Wiener geht nicht unter“
Hinterbergers Edmund „Mundl“ Sackbauer, (Anti-)Held der Fernsehserie Ein echter Wiener geht nicht unter, wurde im deutschen Sprachraum zum Inbegriff des Bewohners eines Wiener Zinshauses (Mietshauses).
Der „Fernseh-Mundl“ ist eigentlich ein im tiefen Inneren seiner Seele herzensguter Querulant, der doch immer wieder einlenkt, während die Original-Figur im Buch Das Salz der Erde aus den mittleren 1960er Jahren ein ekelhafter Mann in seiner Midlife Crisis ist, der ab einem Italienurlaub merkt, dass seine Kontrolle über die Familie schwindet. Am Ende des Werks verlässt er die Frau, will sich im „Puff“ wieder sein Selbstvertrauen holen, versagt prompt dabei, und das Buch endet damit, dass sich der Protagonist nicht ganz sicher ist, ob er die von ihm wegen seines Absturzes beschuldigte Gunstgewerblerin im Affekt getötet hat oder ob diese verletzt überlebt. Mit Das Salz der Erde bewarb sich Hinterberger um den Roman-Staatspreis für 1967. Für dieses Jahr erhielt aber Thomas Bernhard die Auszeichnung.
Die vom 8. Juni 1975 an im ORF erstausgestrahlte Serie rund um die Arbeiterfamilie Sackbauer, mit dem von Karl Merkatz gespielten, in breitem Wiener Dialekt polternden Original „Mundl“, einem Elektriker aus Favoriten, polarisierte die Zuschauer. Beim ORF-Kundendienst gingen damals unzählige „Zuschauerreaktionen von erboster Ablehnung“ – insbesondere aus der dargestellten Arbeiterschicht – „bis zu begeisterter Zustimmung“ über die Darstellung der Familie Sackbauer ein. In späterer Zeit bekam die Serie selbst, wie die Sprüche „Mundls“, Kultstatus.
2008 erschien der Film zur Serie unter dem Titel Echte Wiener – Die Sackbauer-Saga; das Drehbuch stammte von Ernst Hinterberger.

### Trautmann und andere Kommissare
Hinterberger schrieb 1984 seinen ersten Kriminalroman mit dem Titel Jogging. Zu dieser Zeit gab es ein Projekt, bei dem Autoren, die normalerweise keine Krimis schreiben, sich an Kriminalgeschichten versuchten. Durch seine Arbeit im Polizeidienst hatte Hinterberger bereits Einiges an Hintergrundwissen über Kriminalfälle und Ermittlungen.
In Jogging kam ein Chefinspektor namens Dörfler vor; ein älterer Herr, der nur noch ein bis zwei Jahre bis zu seiner Pensionierung hat. Er ermittelt wie alle weiteren Polizisten bei Hinterberger im 2. Wiener Bezirk, der Leopoldstadt.
Später erfand Hinterberger den Inspektor Otto Hotwagner. Dieser war ebenfalls bereits im fortgeschrittenen Alter, genoss bei seinen Kollegen jedoch hohes Ansehen.
Im Roman Zahltag von 1997 ließ Hinterberger seinen Inspektor Hotwagner am Gehirnschlag sterben, woraufhin der nur wenig jüngere Polycarp Trautmann den Posten übernahm und 1998 in Die dunkle Seite erstmals in einem Kriminalroman ermittelte. Trautmann trägt sein Herz auf dem rechten Fleck und ermittelt stets einige Meter neben dem vorgesehenen Dienstweg. Die Figur des Trautmann war bereits aus der populären ORF-Serie Kaisermühlen Blues bekannt und wurde von Wolfgang Böck verkörpert.
Als Hinterberger 1999 Kaisermühlen-Blues beenden wollte, fragte der ORF nach einem Drehbuch für eine Spin-off-Serie. Hinterberger und Regisseur Harald Sicheritz entschieden sich für die Figur des Trautmann und produzierten im Jahr 2000 einen 90-minütigen TV-Krimi mit dem Titel Wer heikel ist, bleibt übrig.
Die Produktion hätte ein österreichischer Beitrag zur deutschen Krimireihe „Tatort“ werden sollen. Wegen des in Deutschland angeblich unverständlichen Wiener Dialekts wurde die Folge aber kurz vor der Erstausstrahlung im deutschen Fernsehen abgesetzt. In Österreich war der Krimi jedoch ein voller Erfolg, und so wurden weitere Episoden produziert, mit renommierten Schauspielern wie Erwin Steinhauer, Wolfram Berger, Simon Schwarz, Heinz Petters und Beatrice Frey.
Von Folge 2 an übernahm Thomas Roth die Regie, da Sicheritz einen schweren Verkehrsunfall hatte. Da Roth mit der Zeit angeblich immer mehr an den Drehbüchern zu ändern begann, zog Hinterberger nach Folge 10 die Konsequenzen und beendete die Zusammenarbeit mit dem ORF. Seitdem verarbeitete Hinterberger die Figur des Inspektor Trautmann häufiger in seinen Büchern.

### Bücher
- 1965: Beweisaufnahme, Roman
- 1966: Salz der Erde, Roman
- 1973: Ein gemütlicher Wiener, Roman
- 1975: Wer fragt nach uns, Geschichten
- 1977: Das Abbruchhaus, Roman
- 1984: Jogging, Kriminalroman
- 1988: Superzwölfer, Kriminalroman
- 1989: Kleine Leute, Roman
- 1991: Das fehlende W, Kriminalroman
- 1992: Und über uns die Heldenahnen …, Kriminalroman
- 1993: Alleingang, Kriminalroman
- 1993: Kleine Blumen, Kriminalroman
- 1993: Von furzenden Pferden, Ausland und Inländern, Geschichten
- 1994: Kaisermühlen Blues: Ein Wiener Roman
- 1995: Was war, wird immer sein, Kriminalroman
- 1997: Zahltag, Kriminalroman
- 1998: Die dunkle Seite, Kriminalroman
- 2002: Ein Abschied. Lebenserinnerungen.[7]
- 2005: Doppelmord, Kriminalroman[13]
- 2006: Die Tote lebt, Kriminalroman
- 2007: Mord im Prater, Kriminalroman
- 2008: Der Tod spielt mit, Kriminalroman
- 2009: Fehlende Finger, Kriminalroman
- 2010: Mörderische Gier, Kriminalroman
- 2011: Blutreigen, Kriminalroman
- 2012: Der Tod hält Ernte, Kriminalroman

### Filmografie
- 1975: Kurze tausend Jahre (Fernsehspiel)[14]
- 1975–1979: Ein echter Wiener geht nicht unter (Fernsehserie)
- 1980: Ein Sonntagskind (Fernsehfilm)[15]
- 1982: Das Ende kann auch ein Anfang sein (Fernsehfilm)[16]
- 1985: Tatort – Fahrerflucht (Fernsehreihe)
- 1986: Tatort – Alleingang (Fernsehreihe)
- 1987: Tatort – Superzwölfer (Fernsehreihe)
- 1991: Hansi Vrba, Inländerfreund (Fernsehfilm)
- 1992–1999: Kaisermühlen Blues (Fernsehserie)
- 2000: Trautmann – 1. Wer heikel ist, bleibt übrig (Fernsehreihe; ursprünglich als österreichische Tatort-Folge gedreht)
- 2001: Trautmann – 2. Nichts ist so fein gesponnen (Fernsehreihe)
- 2002: Trautmann – 3. Das letzte Hemd hat keine Taschen (Fernsehreihe)
- 2003: Trautmann – 4. Lebenslänglich (Fernsehreihe)
- 2004: Trautmann – 5. Das Spiel ist aus (Fernsehreihe)
- 2004: Trautmann – 6. Alles beim Alten (Fernsehreihe)
- 2004: Trautmann – 7. Schwergewicht (Fernsehreihe)
- 2004: Trautmann – 8. 71 Tage (Fernsehreihe)
- 2006: Trautmann – 9. Bumerang (Fernsehreihe)
- 2008: Trautmann – 10. Die Hanno-Herz-Story (Fernsehreihe)

### Bühnenstücke
- Im Käfig
- Immer ist ja nicht Sonntag
- Die Puppe
- Offene Gesellschaft
- Swimmingpool

## Zitate
Zum Thema, wie er zum Buddhismus fand:

„I hob wo g‘lesen, dass der Marlon Brando Laotse liest, und do hob i mir docht, wenn der des liest, daun kaun i des ah.“

Zum Thema, dass Hinterberger sich sofort ein Haus kaufen könnte:

„Für zwa Leit is des [die kleine Gemeindewohnung] ausreichend. […] Des [ein Haus] interessiert mi net. Ich bin 200 Meter von hier in einem Hinterhof aufg'wachsen. Dort hob i nur Dächer g'sehen. Sonst war ich auf der Gossn. Daher sogt mir auch ein Garten nix. Oda die Natur … Ja, die Bäume sind grün. Mir gefällt's genauso, wenn kane Blätter drauf san.“

Zum Thema seines Wohnortes, von dem wegzuziehen ihm nie in den Sinn gekommen sei:

„Ich bin in dem Grätzel aufgewachsen, das ist mein Zuhause. Döbling, Währing, Hietzing: Das ist Ausland. Wien ist für mich der fünfte Bezirk.“

## Auszeichnungen

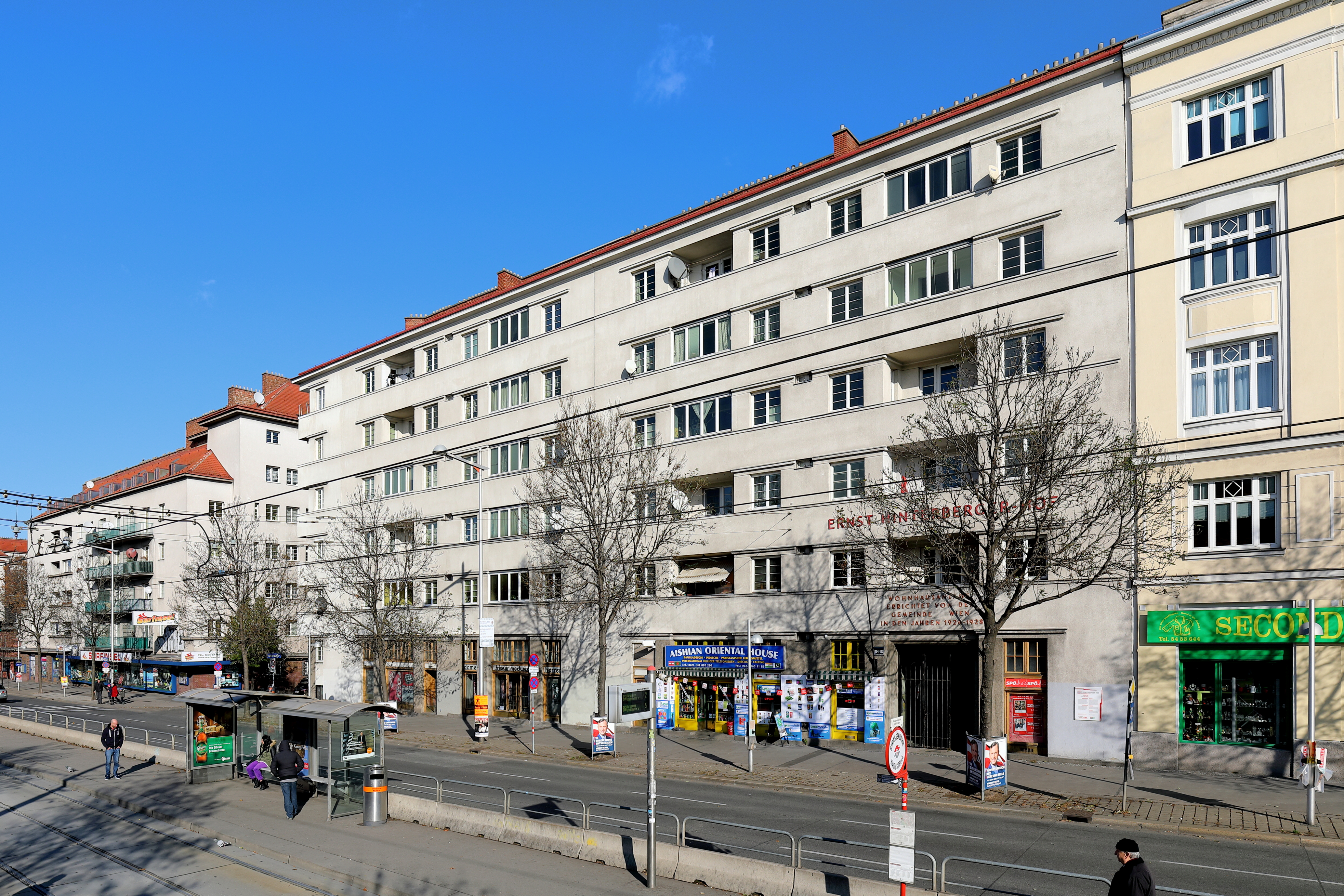
Der 2013 nach ihm benannte Gemeindebau an der Adresse Margaretengürtel 122–124

- 1971: Förderungspreis der Stadt Wien
- 1974: Anton-Wildgans-Preis der Österreichischen Industrie für Wer fragt nach uns
- 1993: Goldene Romy der Kurier-TV-Star-Wahl
- 1995: Österreichisches Ehrenkreuz für Wissenschaft und Kunst
- 1996: Goldenes Verdienstzeichen der Stadt Wien
- 2001: Ehrenkieberer, Ernennung durch die Vereinigung der Bundeskriminalbeamten Österreichs, gemeinsam mit Wolfgang Böck
- 2003: Österreichisches Ehrenkreuz für Wissenschaft und Kunst I. Klasse
- 2007: Goldener Rathausmann der Stadt Wien
- 2009: Buchliebling – Lifetime-Award für sein Lebenswerk[17]
- 2010: Axel-Corti-Preis für sein Lebenswerk[18]
- 2013: Der bisher namenlose Gemeindebau in Wien 5., Margaretengürtel 122–124, wo Hinterberger 56 Jahre lang gewohnt hat, wurde Ernst-Hinterberger-Hof benannt.[19]